# Vork (Betuwelijn)
Vork was een station nabij de splitsing aan het oostelijke uiteinde van de Betuwelijn nabij Elst. Deze halte lag niet tussen de beide sporen van de vork en was dus geen echt vorkstation.
Het station, met de verkorting Vrk, werd in 1891 opengesteld, en was een overstapstation voor reizigers tussen de treinen van/naar Arnhem en van/naar Nijmegen. Vanaf 15 mei 1928 werd de functie van overstapstation overgenomen door station Ressen-Bemmel, de halte Vork bleef geopend voor de reizigersdienst tot 15 mei 1931.
Wegens de aanleg van de Betuweroute is het zuidelijke spoor, richting Nijmegen, opgebroken. Daardoor bestaat de oorspronkelijke vork, waar de halte zijn naam aan te danken had, niet meer.
De naam Vork leeft voort in de halte van buslijn 14 Arnhem-Nijmegen op de Rijksweg Zuid in Elst.